# جنی از بلوک
«جنی از بلوک» (به انگلیسی: Jenny from the Block) تک‌آهنگی از هنرمند اهل ایالات متحده آمریکا جنیفر لوپز است که در سال ۲۰۰۲ میلادی منتشر شد.
این تک‌آهنگ در چارت‌های در رتبه اول و در چارت‌های جزو ده ترانه اول قرار گرفت.